# William Herbert (1501-1570)

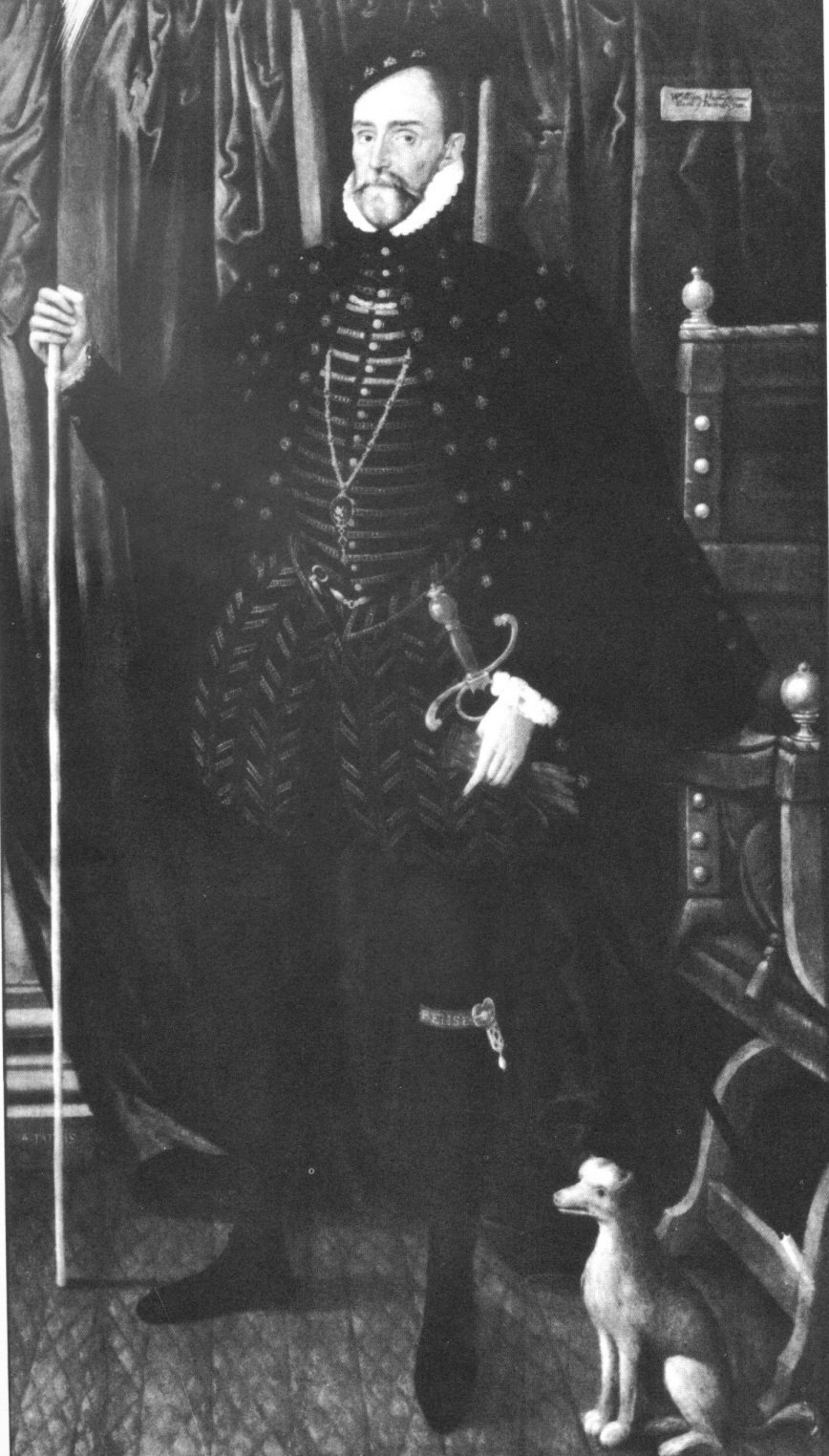
William Herbert, 1e graaf van Pembroke

William Herbert, 1e graaf van Pembroke (ca. 1501 -  17 maart  1570) was een Engels edelman en hoveling. Hij was een zoon van Sir Richard Herbert. 
William Herberts eerste vrouw was Anne Parr, een zuster van Catharine Parr, de laatste van de zes vrouwen van Hendrik VIII. Als gevolg van de familierelatie steeg het echtpaar in aanzien. In 1544 werd hij door de koning geridderd. Hendrik schonk hem land  en onder meer het klooster Wilton Abbey in Wilton, nabij Salisbury. Herbert brak de abdij af en bouwde er Wilton House voor in de plaats. 
Toen Hendrik VIII in 1547 overleed, kreeg Herbert de jonge Eduard VI onder zijn hoede. Twee jaar later werd hij benoemd tot ridder in de Orde van de Kousenband. In oktober 1551 werd hij bevorderd tot Baron Herbert van Cardiff en een dag later tot 1e graaf van Pembroke. Herbert liet Cardiff Castle verbouwen en aanpassen aan zijn wensen. Het enige wat er nu nog van resteert is de naar hem genoemde Herbert Tower. 
Op 20 februari 1552 overleed Anne Parr. Later dat jaar trouwde hij met Anne Talbot, een dochter van George Talbot, de graaf van Shrewsbury. Dit huwelijk bleef kinderloos. Uit zijn eerdere huwelijk met Anne Parr had hij drie kinderen: Henry Herbert, die hem zou opvolgen als de 2e graaf van Pembroke, Sir Edward Herbert (1547 – 1593) en een dochter Anne Herbert (1550 – 1592). 
William overleed op 69-jarige leeftijd in Hampton Court Palace.